# Emerich Zenegg-Scharffenstein
Emerich Zenegg-Scharffenstein, vollständig Emerich Zenegg von und zu Scharffenstein, (* 26. April 1880 in Arnoldstein, Kärnten; † 24. Januar 1948 in Klagenfurt) war ein österreichischer Archivar.

## Leben
Er stammte aus einer alten Kärntner Familie (Edlingergut Zemnig im Glantal) und war der Sohn des Steuerbeamten Anton Zenegg. Er arbeitete zunächst ab 1898 an im Postdienst in Wien, Klagenfurt und Pontafel. Von 1910 bis 1914 war er Beamter des Haus-, Hof- und Staatsarchivs in Wien, danach wechselte er ins politische Expedit des Außenministeriums und war als diplomatischer Kurier tätig. 1921 wurde er nach Klagenfurt versetzt, wo ihm die Ordnung und Leitung des Archivs der Kärntner Landesregierung (Landeshauptmannschaftliche Registratur; Landesregierungsarchiv) übertragen wurde. Mit diesem Archiv wurde er 1926 als Beamter (Hilfsämterdirektor, Archivalienpfleger, 1936 Regierungsrat) in das Kärntner Landesarchiv übernommen, wo er viele Bestände ordnete und katalogisierte. Im Zweiten Weltkrieg wurde er interimistischer Leiter des Archivs (Reichsgauarchiv) und führte die Bergungs- bzw. später die Rückführungsarbeiten durch. Er verfasste insbesondere zahlreiche Aufsätze zur Familienforschung und Topographie.